# Incident v Honnódži

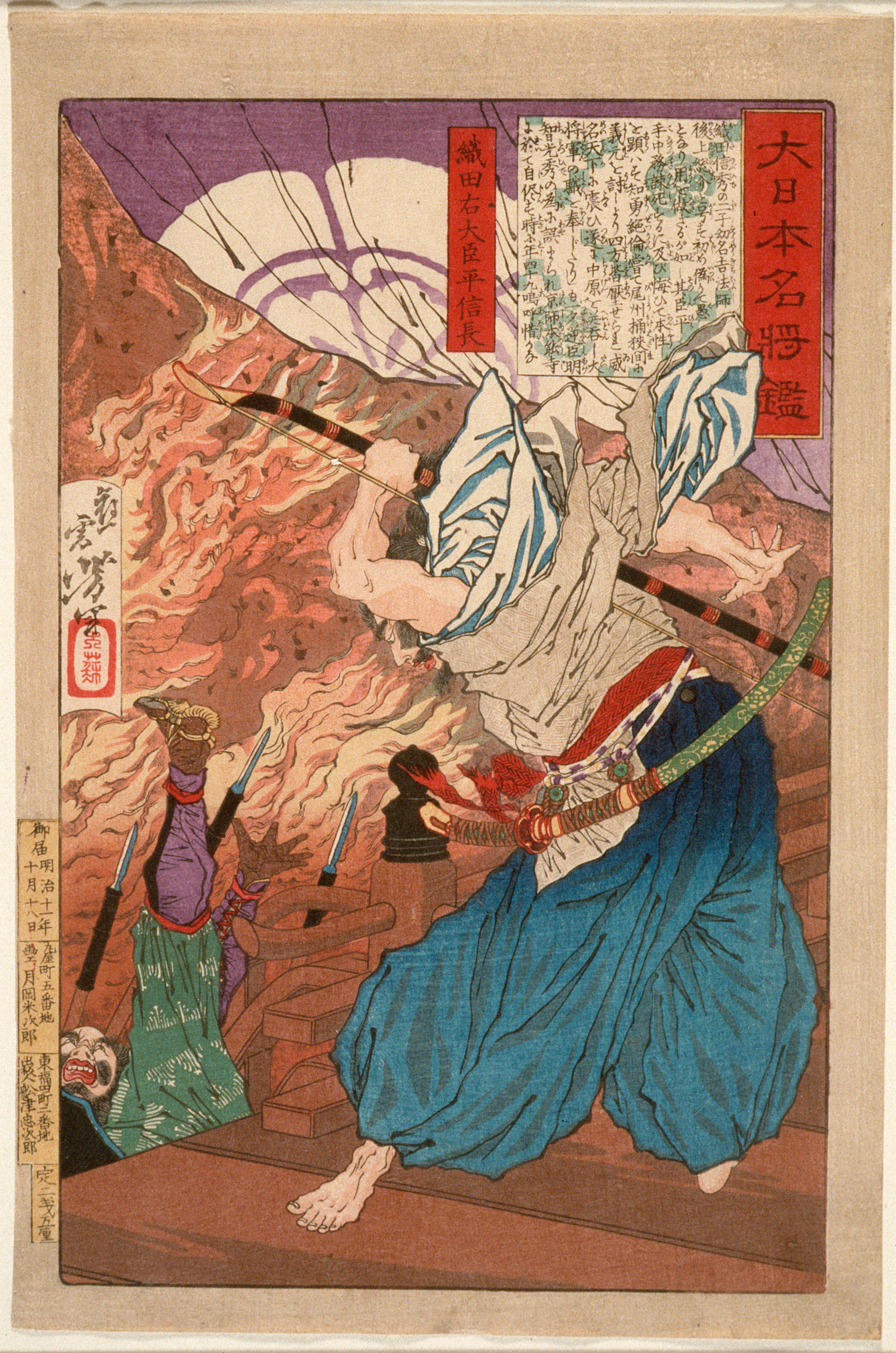
Ukijo-e od Jošitošiho zobrazující bojujícího Nobunagu v Honnódži.

Incident v Honnódži (japonsky 本能寺の変, Honnódži no Hen) představoval atentát na japonského daimjóa Nobunaganu Odu, který se uskutečnil v chrámu Honnódži v Kjótu 21. června 1582. Nobunaga byl již blízko sjednocení země, avšak zemřel během nečekané zrady svého vazala Micuhideho Akečiho.
Když byl Oda napaden, měl v chrámu jen několik svých strážců a pobočníků a byl donucen spáchat seppuku. Smrtí Ody skončilo jeho tažení, při kterém se snažil o sjednocení celého Japonska. Jeho smrt pomstil během dvou týdnů jeho pobočník Hidejoši Tojotomi, který v bitvě u Jamazaki porazil Akečiho, čímž si otevřel cestu k dokončení sjednocení Japonska.
Motiv Akečiho zrady Ody není znám, ačkoli existuje několik teorií o jeho důvodech.

## Pozadí
V roce 1582 byl Nobunaga Oda nejmocnějším daimjóem v Japonsku a pokračoval v trvalé kampani za sjednocení země navzdory probíhajícím politickým otřesům, které charakterizovaly celé období Sengoku. V bitvě u Tenmokuzanu zničil Oda klan Takeda a v podstatě ovládl celé střední Japonsko. V oblasti s ním mohly soupeřit pouze klany Móri a Uesugi. Klan Uesugi oslabil obzvlášť po smrti Kenšina Uesugia, po které započal vnitřní boj mezi jeho adoptivními syny. Téměř desetiletá válka Išijama Hongandži také skončila uzavřením míru. Klan Móri se nacházel v situaci, kdy byla porážka téměř nevyhnutelná, klan předložil Hidejošimu Hašibovi mírový návrh, v němž nabízel postoupení pěti svých provincií. Oba incidenty klany natolik oslabily, že pro Odu nepředstavovaly hrozbu.
V tomto okamžiku začal Oda posílat své vazaly všemi směry, aby mohl pokračovat ve své vojenské expanzi. Oda nařídil svým vazalům, aby Hašiba zaútočil na klan Móri v oblasti Čúgoku, aby Nagahideo Niwa připravil invazi na ostrov Šikoku, aby Kazumasu Takigawa sledoval klan Hódžó z provincií Kózuke a Šinano a Kacuie Šibatovi nařídil, aby napadl provincii Ečigo, domovskou provincii klanu Uesugi.
Nobunaga, který si byl jistý, že po zničení klanu Takeda sjednotí zemi, se vrátil na Azuči. Iejasu Tokugawa také přijel na hrad Azuči, aby Nobunagovi poděkoval za to, že mu daroval provincii Suruga. Klan Móri mezitím zahájil velkou ofenzívu v Čúgoku. Hidejoši Hašiba žádal Nobunagu o zaslání posil, protože jeho vojska uvízla při obléhání hradu Takamacu, který byl ovládán klanem Móri.
Nobunaga okamžitě poslal Akečiho na pomoc Hidejošimu, přičemž se sám Nobunaga měl připojit později. Nobunaga zamířil do chrámu Honnódži v Kjótu, svého obvyklého místa odpočinku, když se zastavil v hlavním městě.
V Honnódži byl Nobunaga hluboko na svém území, bez ochrany a jedinými lidmi, které měl kolem sebe, byli dvorní úředníci, obchodníci, umělci z vyšších vrstev a desítky sluhů. Poté, co většinu svých vojáků rozeslal na různá tažení, zůstala k jeho ochraně jen malá síla a panovaly jen malé obavy, že by se někdo odvážil Nobunagu napadnout, bezpečnostní opatření byla rovněž slabá. Micuhide využil této příležitosti a zcela nečekaně se obrátil proti svému daimjóvi.

## Micuhidova zrada
Po obdržení Nobunagova rozkazu se Micuhide vrátil na hrad Sakamato a posléze na svou základnu v provincii Tanba. S několika významnými básníky se zúčastnil rengy, využil příležitosti, aby dal najevo svůj úmysl povstat proti Nobunagovi. Nobunaga byl v Honnódži téměř bez armády, kterou vyslal do jiných částí Japonska, Micuhide využil nepřítomnost Nobunagovy armády k útoku na daimjóa. Akeči vedl svou armádu ke Kjótu pod záminkou, že následuje rozkaz svého pána. Nebylo to poprvé, co Nobunaga předvedl v Kjótu své modernizované a dobře vybavené vojsko, takže Micuhideho muži pochodující směrem ke Kjótu nevzbuzovali žádné podezření. Před rozbřeskem Micuhide v čele 13 000 vojáků náhle změnil směr a zaútočil na chrám Honnódži.
Koluje legenda, že při překročení řeky Kacury, oznámil Micuhide svým vojákům: „Nepřítel čeká v Honnódži!“ (敵は本能寺にあり). Legenda se však nejprve objevila v knize Razana Hajašiho 織田信長譜 (Oda Nobunaga-fu), posléze v knize 日本外史 (Nihon Gaiši) od San'jóa Raie, což byl kangakuša z pozdního období Eda a s největší pravděpodobností se jedná o výmysl, nikoli o prohlášení samotného Akečiho.

### Chronologie
Situaci zaznamenal Gjúiči Óta, autor knihy „Šinčó Kóki“, který krátce po incidentu vedl rozhovor s dvorními dámami, které byly na místě činu.
Nobunaga přijel do Kjóta, aby pomohl Hidejošimu Hašibovi, po zbytek dne zůstal ve chrámu Honnódži. Nobunaga se neodvážil postavit v hrad Kjótu, neboť si chtěl udržet odstup od císařského dvora.
Kromě toho rozkázal svým generálům, aby šli do bojovat, takže jej doprovodilo do chrámu Honnódži asi 150 mužů. Oproti tomu Micuhide Akeči disponoval početnou plně ozbrojenou armádou 13 000 mužů. Pro Micuhideho to byla perfektní příležitost, jak zosnovat svůj plán. Honnódži byl opevněný chrám s kamennými zdmi a příkopem, což se proti početné armádě míjelo účinkem.
Útok začal v ranních hodinách za velmi špatného počasí, které bylo způsobeno obdobím dešťů. Micuhidovi vojáci obklíčili chrám a napadli jej ze všech stran.
Podle spisu Šinčó Kóki si Nobunaga a ostatní nejprve mysleli, že se někdo na ulici popral. Jakmile uslyšeli bojové pokřiky nepřátel s jejich střelbou více, došlo jim, že se jedná o vzpouru. Nobunaga pravil: „Čí je to motiv“, načež mu odpověděl Ranmaru Móri: „Vypadá jako Akečiův“. Nobunaga se netázal dál, jen jednoduše odpověděl: „Není na výběr.“ (是非に及ばず, Zehi ni ojobazu), načež se začali bránit pomocí luků a šípů. Když se mu přetrhla tětiva, střílel šípy a vyměnil luk, a když mu dosloužil náhradní luk, bojoval oštěpem. Když Nobunaga nakonec nebyl schopen boje poté, co byl zasažen nepřátelským kopím do lokte, ustoupil a řekl svým njóbó-šú: „Je mi to jedno, dámy, pospěšte si a vypadněte odsud.“ Následně se stáhl do skladu, kde za sebou zavřel dveře a v hořícím chrámu spáchal seppuku. Akečiho síly ukončily obléhání kolem 8 hodiny ranní.
Mezitím Nobutada Oda, který byl v chrámu Mjókakudži, obdržel zprávu o Micuchidově vzpouře a pokusil se vydat do Honnódži, aby zachránil svého otce. Avšak právě když vycházel z chrámu, vtrhl dovnitř Sadakacu Murai se svými syny a zastavili ho. Murai ho následně informoval, že Honnódži již lehl popelem, a že nepřítel pravděpodobně zaútočí i na ně, poté poradil Nobutadovi, aby se ukryl v opevněném Nidžó Gošó. Jakmile Nobutada dorazil do Nidžó Gošó, nařídil Geniovi Maedovi, aby se svým malým synem Sanpóšim (Hidenobu Oda) uprchl z hradu Gifu v provincii Mino na hrad Kijósu v provincii Owari, poté nařídil všem kjúgó a njóbó-šú, aby prchli také, následně zahájil válečnou poradu.